# کشتی در المپیک تابستانی ۱۹۶۰

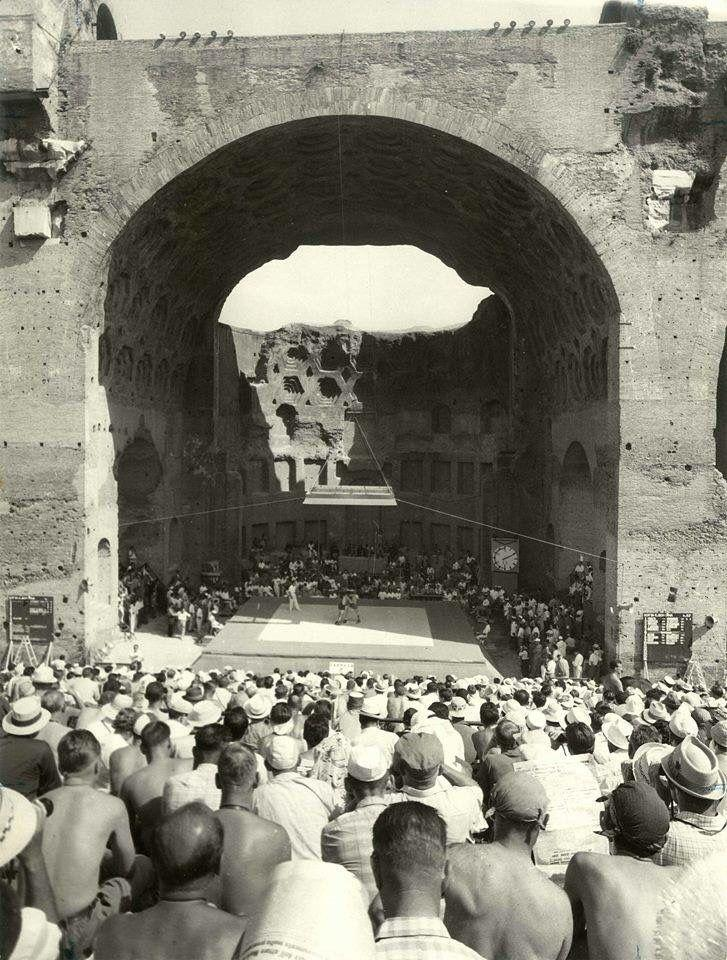
برگزاری مسابقات کشتی در Basilica di Massenzio

کشتی در بازی‌های المپیک تابستانی ۱۹۶۰ نام رویداد ورزش کشتی در بازی‌های المپیک تابستانی بود که در سال ۱۹۶۰ برگزار شد. این مسابقات از شانزده بخش تشکیل شده بود که هشت بخش مربوط به کشتی فرنگی و هشت بخش دیگر آن مربوط به کشتی آزاد بود و همچنین این مسابقات فقط برای مردان بود. ایران توانست در این مسابقات یک مدال نقره و دو مدال برنز کسب کند که مدال نقره توسط غلامرضا تختی در وزن ۷۹–۸۷ کیلوگرم کشتی آزاد و دو مدال نقره توسط محمد پذیرایی در وزن کم‌تر از ۵۲ کیلوگرم کشتی فرنگی مردان و ایراهیم سیف پور در کم‌تر از ۵۲ کیلوگرم کشتی آزاد بود.

## مدال‌آوران

### فرنگی مردان
| بازی‌ها            | طلا                            | نقره                             | برنز                             |
| Flyweight         | دومیترو پاروولسکو · رومانی     | عثمان السید · مصر                | محمد پذیرایی · ایران             |
| Bantamweight      | اولگ کاراوایف · اتحاد شوروی    | ایون چرنا · رومانی               | دینکو پتروف · بلغارستان          |
| Featherweight     | مظاهر سیله · ترکیه             | ایمره پولیاک · مجارستان          | کنستانتین ویروپایف · اتحاد شوروی |
| Lightweight       | آوتاندیل کوریدزه · اتحاد شوروی | برانیسلاو مارتینوویچ · یوگسلاوی  | گوستاف فری · سوئد                |
| Welterweight      | میهات بایراک · ترکیه           | گونتر ماریتشنیگ · تیم متحد آلمان | رنه شیرمیر · فرانسه              |
| Middleweight      | دیمیتار دوبرف · بلغارستان      | لوتار متس · تیم متحد آلمان       | ایون تارانو · رومانی             |
| Light Heavyweight | توفیق کیش · ترکیه              | کرالی بیمبالوف · بلغارستان       | گیوی کارتوزیا · اتحاد شوروی      |
| Heavyweight       | ایوان بوهدن · اتحاد شوروی      | ویلفرد دیتریش · تیم متحد آلمان   | بوهومیل کوبات · چکسلواکی         |

### آزاد مردان
| بازی‌ها            | طلا                                 | نقره                             | برنز                             |
| Flyweight         | احمد بیلک · ترکیه                   | ماسایوکی ماتسوبارا · ژاپن        | محمدابراهیم سیف‌پور · ایران       |
| Bantamweight      | ترنس مک‌کان · ایالات متحده آمریکا    | نژدت زالف · بلغارستان            | تادئوس ترویانوفسکی · لهستان      |
| Featherweight     | مصطفی داغستانلی · ترکیه             | استانچو کولف · بلغارستان         | ولادیمیر روباشویلی · اتحاد شوروی |
| Lightweight       | شلبی ویلسون · ایالات متحده آمریکا   | ولادیمیر سینیافسکی · اتحاد شوروی | انیو والچف · بلغارستان           |
| Welterweight      | داگلاس بلوباو · ایالات متحده آمریکا | اسماعیل اوغان · ترکیه            | محمد بشیر · پاکستان              |
| Middleweight      | حسن گونگور · ترکیه                  | گئورگی اسخیرتلادزه · اتحاد شوروی | هانس آنتونسون · سوئد             |
| Light heavyweight | عصمت آتلی · ترکیه                   | غلامرضا تختی · ایران             | آناتالوی آلبول · اتحاد شوروی     |
| Heavyweight       | ویلفرد دیتریش · تیم متحد آلمان      | حمیت کاپلان · ترکیه              | سافکوز دزاراسوف · اتحاد شوروی    |

## کشورهای شرکت‌کننده
در مجموع ۳۲۴ کشتی‌گیر از ۴۶ کشور در مسابقات کشتی بازی‌های المپیک تابستانی ۱۹۶۰ رم شرکت کرده‌اند:
- افغانستان (۷)
- آرژانتین (۳)
- استرالیا (۹)
- اتریش (۷)
- بلژیک (۵)
- بلغارستان (۱۶)
- چکسلواکی (۵)
- دانمارک (۴)
- مصر (۴)
- فنلاند (۱۴)
- فرانسه (۹)
- تیم متحد آلمان (۱۵)
- بریتانیای کبیر (۶)
- یونان (۳)
- مجارستان (۱۰)
- هند (۵)
- ایران (۱۲)
- عراق (۱)
- ایرلند (۴)
- ایتالیا (۱۶)
- ژاپن (۱۶)
- کره جنوبی (۴)
- لبنان (۶)
- لوکزامبورگ (۴)
- مکزیک (۴)
- مراکش (۵)
- هلند (۳)
- نیوزیلند (۱)
- نروژ (۴)
- پاکستان (۷)
- پاناما (۱)
- لهستان (۱۲)
- پرتغال (۳)
- رومانی (۷)
- اتحاد شوروی (۱۶)
- اسپانیا (۴)
- سوئد (۱۲)
- سوئیس (۱۲)
- ترکیه (۱۶)
- ایالات متحده آمریکا (۱۶)
- ونزوئلا (۲)
- یوگسلاوی (5)[۲]